# Saltatricule du Chaco
Saltatricula multicolor
Espèce
Synonymes
- Saltator multicolor Burmeister, 1860[2]

Statut de conservation UICN

 LC  : Préoccupation mineure

Le Saltatricule du Chaco (Saltatricula multicolor) est une espèce de passereaux de la famille des Thraupidae.

## Systématique
Il est classé par certains ornithologistes dans la famille des Emberizidae.[réf. nécessaire]
Certaines sources comme BioLib et l'UICN classent cette espèce sous le genre Saltator, reprenant ainsi le protonyme Saltator multicolor donné par Hermann Burmeister en 1860.

## Répartition
Cet oiseau est répandu à travers tout le Gran Chaco, de l'Est de la Bolivie à la province de Mendoza (Argentine) et l'Ouest de l'Uruguay.